# Yurac Ckasa
Yurac Ckasa (auch: Yurac K'asa und Yuraj Khasa) ist eine Ortschaft im Departamento Potosí im Hochland des südamerikanischen Andenstaates Bolivien.

## Lage im Nahraum
Yurac Ckasa liegt in der Provinz Tomás Frías und ist die zweitgrößte Siedlung im Cantón Salinas de Yocalla im Municipio Yocalla. Die Ortschaft liegt auf einer Höhe von 3967 m direkt östlich des Höhenrückens Kheñwa Sirca Loma (4006 m).

## Geographie
Yurac Ckasa liegt am Ostrand des bolivianischen Altiplano vor der Anden-Gebirgskette der Cordillera Central.
Die mittlere Jahrestemperatur der Region liegt bei etwa 11 °C (siehe Klimadiagramm Potosí), der Jahresniederschlag beträgt etwa 350 mm. Die Region weist ein ausgeprägtes Tageszeitenklima auf, die Monatsdurchschnittstemperaturen schwanken nur unwesentlich zwischen 8 °C im Juni/Juli und 13 °C von November bis März. Die Monatsniederschläge liegen zwischen unter 10 mm in den Monaten Mai bis September und knapp 80 mm im Januar und Februar.

## Verkehrsnetz
Yurac Ckasa liegt in einer Entfernung von 61 Straßenkilometern nordwestlich von Potosí, der Hauptstadt des gleichnamigen Departamentos.
Von Potosí aus führt die Nationalstraße Ruta 1 in nördlicher Richtung über Yocalla weiter nach Poopó, Oruro und El Alto, der Nachbarstadt von La Paz, und nach Desaguadero am Titicacasee.
Fünfzehn Kilometer nördlich von Yocalla direkt vor einer scharfen Rechtskurve biegt eine unbefestigte Nebenstraße in nordwestlicher Richtung von der Ruta 1 ab und erreicht Yurac Ckasa nach einem Kilometer.

## Bevölkerung
Die Einwohnerzahl des Ortes ist in dem Jahrzehnt zwischen den beiden letzten Volkszählungen um ein Drittel zurückgegangen:
| Jahr | Einwohner         | Quelle       |
| ---- | ----------------- | ------------ |
| 1992 | keine Detaildaten | Volkszählung |
| 2001 | 487               | Volkszählung |
| 2012 | 329               | Volkszählung |
| 2024 |                   | Volkszählung |

Die Region weist einen deutlichen Anteil an Quechua-Bevölkerung auf, im Municipio Yocalla sprechen 94,5 Prozent der Bevölkerung Quechua.